# Ферганська ТЕЦ
40°26′48″ пн. ш. 71°47′16″ сх. д. / 40.44667° пн. ш. 71.78778° сх. д.
Ферга́нська ТЕЦ — теплова електростанція на сході Узбекистану.
Потужну теплоелектроцентраль у Фергані спорудили передусім з метою забезпечення технологічних потреб Ферганського нафтопереробного заводу (став до ладу в 1959-му) та Ферганського заводу азотних добрив (почав роботу в 1962-му). Протягом двох десятиліть на майданчику ТЕЦ ввели в дію:
- у 1956-му два парові котли типу ТП-170 та одну парову турбіну виробництва Уральського турбінного заводу типу ВПТ-25-3 потужністю 25 МВт (турбіна 1);
- у 1959-му один паровий котел типу ТП-170 та одну парову турбіну Уральського турбінного заводу типу ВПТ-25-4 потужністю 25 МВт (турбіна 2);
- у 1961 та 1962 два парові котли, при цьому в 1961-му стала до ладу парова турбіна Ленінградського металічного заводу типу ВПТ-50-2 потужністю 50 МВт (турбіна 3);
- у 1964-му котел № 6 типу БКЗ-160-100Ф;
- у 1966―1967 роках ввели в дію два парові котли типу ТГМ-84 та дві парові турбіни виробництва Ленінградського металічного заводу потужністю по 50 МВт — одну типу ПТ-50-130 (турбіна 4) та одну типу Р-50-130 (турбіна 5);
- у 1977, 1978 та 1982 роках стали до ладу не менше ніж три парові котли типу ТГМ-84 (є відомості, що загалом ТЕЦ мала 12 котлів), при цьому в 1977 та 1979 роках запустили дві турбіни Уральського турбінного заводу типу Р-100-130 потужністю по 100 МВт.
Є відомості, що в якийсь момент потужність кожної з турбін 1, 2 та 3 збільшили на 5 МВт, а кожної з турбін 4 та 5 на 10 МВт.
Для збільшення теплової потужності в 1978, 1979 та 1980 роках ввели в дію не менш як три водогрійних котли типу ПТВМ-100 продуктивністю по 100 Гкал/год (є відомості, що всього таких котлів було 4).
Станом на кінець 2000-х турбіна № 2 була вже виведена з експлуатації, а номінальна сукупна потужність шести інших турбін становила лише 305 МВт (зниження передусім за рахунок деномінації двох найпотужніших Р-100-130 до 50 МВт та 55 МВт), при фактичній потужності лише 250 МВт. Паливна ефективність турбін при виробництві електроенергії при цьому була надзвичайно низькою — від 15,2 % до 17,6 %.
У 2019-му на майданчику ТЕЦ ввели в дію газову турбіну потужністю 17 МВт, яка з метою виробництва теплової енергії також живить котел-утилізатор.
У 2024-му оголосили тендер на демонтаж турбіни № 3.
Як паливо станція первісно споживала вугілля Ташкумирського та інших киргизьких родовищ. Згодом її перевели на природний газ, що надходив трубопроводом Хаваст – Фергана.
Видача продукції відбувається під напругою 110 кВ.